# 征東大将軍
征東大将軍（せいとうたいしょうぐん）は、かつて中国と日本で用いられた将軍の称号の一つで東夷を征する将軍の意であるが、常に任命されるとは限らない。

## アジア諸国における征東大将軍

### 高句麗
高句麗の君主は中国の南朝より「征東将軍」（413年、東晋）、「征東大将軍」（417年、南朝の宋）、北朝より「征東将軍・領護東夷中郎将」（492年、北魏）などの称号を受けた。

### 倭国王
421年から478年にかけて、倭の五王たちは中国南朝の宋から「倭国王」の称号とともに「安東将軍」号を、438年には王族の倭隋ら臣下13人が「平西将軍・征虜将軍・冠軍将軍・輔国将軍」などの将軍号を受けた。倭王武は479年、南朝の斉より「鎮東大将軍」号を受け、天監元年（502年）の4月、南朝の梁より「征東大将軍」号を受けた。

### 百済王
歴代の百済王は372年以来、中国南朝より「鎮東大将軍」に任命されていたが、天監元年（502年）の4月、百済王余大が「征東大将軍」号を受けた。

## 日本における征東将軍
律令制下の日本では、平安時代初めに蝦夷征討の総司令官として、節刀を授けられ全権を委任された征東将軍・征東大将軍が臨時に任命された。延暦3年（784年）には鎮守将軍だった大伴家持が征東将軍に任命され、延暦7年（788年）には紀古佐美が征東大将軍に任じられた。
その後、承平天慶の乱に際して天慶3年（940年）に藤原忠文が、平安時代末期治承・寿永の乱の際の寿永3年（1184年）には源義仲がそれぞれ征東大将軍に任命されたが、前者は坂東の平将門、後者も関東の源頼朝追討を目的としたもので、いずれも蝦夷征討を目的としたものではない。

### 足利尊氏
建武2年（1335年）に、信濃国で北条高時の遺児北条時行を擁立した北条氏残党の反乱である中先代の乱が起こり、鎌倉を一時占拠するに至った。足利尊氏は討伐を願い出て、後醍醐天皇に征夷大将軍の官職を望んだが許されず、結局、天皇の許可を得ないまま軍勢を率いて鎌倉へ向かった。天皇はやむなく征東将軍の号を与えた。尊氏は時行を駆逐して、鎌倉を奪還することに成功した。